# The Zoologist
The Zoologist era um periódico mensal de história natural fundado em 1943 pelo publicador Edward Newman, publicada em Londres. Newman atuou como editor até sua morte 1876, quando foi sucedido por James Edmund Harting (1876-1896) e William Lucas Distant (1897-1916).
Originária duma expansão da revista The Entomologist, The Zoologist continha artigos longos, notas curtas, comentários acerca dos acontecimentos atuais, e análise literária cobrindo o Reino Animal através do mundo, até que The Entomologist foi separada novamente em 1864. Inicialmente, metade do espaço era devotado a pássaros, depois aumentando para dois terços.
Devido a falta de assinantes foi unida à British Birds em 1916.